# Sinikukka Saari
Sinikukka Maria Saari (ur. 1975) – fińska politolog specjalizująca się w krajach byłego Związku Radzieckiego, ich polityce zagranicznej i konfliktach. Jest zatrudniona w Fińskim Instytucie Spraw Międzynarodowych.
W młodości uczyła się języka rosyjskiego, a pod koniec lat 90. XX wieku przez 5 lat mieszkała w Petersburgu, gdzie pracowali jej rodzice. Ukończyła politologię na Uniwersytecie Helsińskim w 2002 roku, a następnie obroniła doktorat ze stosunków międzynarodowych w London School of Economics w 2007 roku.
Wcześniej pracowała również w fińskim ministerstwie spraw zagranicznych, w Instytucie Unii Europejskiej Studiów nad Bezpieczeństwem w Paryżu oraz misji obserwacyjnej Unii Europejskiej w Tbilisi.
Jest matką dwójki dzieci.